# Оловаренко, Валерий Леонидович
Вале́рий Леони́дович Оловаренко (15 декабря 1969 — 9 апреля 1993) — командир танкового взвода танкового батальона 149-го гвардейского мотострелкового полка 201-й дважды Краснознамённой Гатчинской мотострелковой дивизии в городе Куляб республика Таджикистан, гвардии лейтенант. Первый военнослужащий Сухопутных Войск РФ удостоенный звания Герой Российской Федерации.

## Биография
Родился 15 декабря 1969 года в семье военнослужащего. В 1991 году окончил Ульяновское танковое училище. Для дальнейшего прохождения службы был направлен в 149-й гвардейский мотострелковый полк (201-я мотострелковая дивизия) на должность командира танкового взвода.
С мая 1992 года участвовал во многих миротворческих операциях по локализации межнациональных конфликтов в Республике Таджикистан. В составе сводного батальона — охранял Нурекскую ГЭС, принимал участие в миротворческой операции в Тавиль-Дарьинском районе, выполнял задачи по усилению подразделений пограничных войск Московского пограничного отряда на таджико-афганской границе.
Погиб 9 апреля 1993 года на участке 15-й пограничной заставы Московского пограничного отряда.
Звание Герой Российской Федерации гвардии лейтенанту Валерию Леонидовичу Оловаренко присвоено посмертно Указом Президента Российской Федерации от 3 июля 1993 года за № 983.
Похоронен в г. Черкассы на Украине.